# Secrétariat d'État au Tourisme (Espagne)
Le secrétariat d'État au Tourisme d'Espagne (en espagnol : Secretaría de Estado de Turismo) est le secrétariat d'État chargé du Tourisme.
Il relève du ministère de l'Industrie et du Tourisme.

## Missions

### Fonctions
Le secrétariat d'État au Tourisme est l'organe supérieur du ministère de l'Industrie et du Tourisme auquel il revient de proposer et mettre en œuvre la politique gouvernementale en matière de définition, développement, coordination et exécution des politiques touristiques de l'État ; de relations touristiques institutionnelles de l'Administration générale de l'État avec les organisations internationales publiques ou privées ; et de la coopération touristique internationale, en lien avec le ministère des Affaires étrangères, de l'Union européenne et de la Coopération. Le secrétariat d'État est également chargé de la promotion extérieure du tourisme par le biais de l'Institut du tourisme d'Espagne (Turespaña) dont la présidence est assurée par le secrétaire d'État.

### Organisation
Le secrétariat d’État s'organise de la manière suivante : 
- Secrétariat d'État au Tourisme (Secretaría de Estado de Turismo) ;
  - Direction générale des Politiques touristiques ;
    - Sous-direction générale du Développement et de la Durabilité touristique ;
    - Division de la Coopération et de la Compétitivité touristique ;
    - Division des Programmes touristiques et des Affaires économiques ;

  - Turespaña ;
  - Fonds financier de l'État pour la compétitivité touristique ;
  - Paradores de turismo ;
  - Société marchande nationale pour la gestion de l'innovation et les technologies touristiques (Segittur).

## Titulaires
| Titulaire                                                            | Titulaire                    | Début      | Fin         | Parti | Ministre                               |
| -------------------------------------------------------------------- | ---------------------------- | ---------- | ----------- | ----- | -------------------------------------- |
|                                                                      | Ignacio Aguirre Borrell      | 12/07/1977 | 28/02/1981  | Sans  | Juan Antonio García Díez Luis Gámir    |
|                                                                      | Eloy Ibáñez Bueno            | 09/03/1981 | 08/12/1982  | UCD   | Luis Gámir                             |
| Secrétariat d'État au Commerce, au Tourisme et aux PME (1996-2000)   |                              |            |             |       |                                        |
| Secrétariat d'État au Commerce et au Tourisme (2000-2004)            |                              |            |             |       |                                        |
|                                                                      | Pedro Mejía Gómez            | 24/04/2004 | 22/04/2008  | Sans  | Joan Clos                              |
|                                                                      | Joan Mesquida                | 22/04/2008 | 27/07/2010  | PSOE  | Miguel Sebastián                       |
| Secrétariat général au Tourisme et au Commerce intérieur (2010-2011) |                              |            |             |       |                                        |
|                                                                      | Isabel Borrego               | 31/12/2011 | 12/11/2016  | PP    | José Manuel Soria Luis de Guindos a.i. |
|                                                                      | Matilde Asian                | 12/11/2016 | 19/06/2018  | PP    | Álvaro Nadal                           |
|                                                                      | Isabel María Oliver Sagreras | 19/06/2018 | 15/07/2020  | PSOE  | Reyes Maroto                           |
|                                                                      | Fernando Valdés Verelst      | 15/07/2020 | 06/12/2022  | Sans  | Reyes Maroto                           |
|                                                                      | Rosa Ana Morillo Rodríguez   | 21/12/2022 | 17/04/2024  | PSOE  | Reyes Maroto Héctor Gómez Jordi Hereu  |
|                                                                      | Rosario Sánchez Grau         | 17/04/2024 | En fonction | PSOE  | Jordi Hereu                            |
| Titres successifs : - Depuis 2008 : Tourisme                         |                              |            |             |       |                                        |